# Télétravail

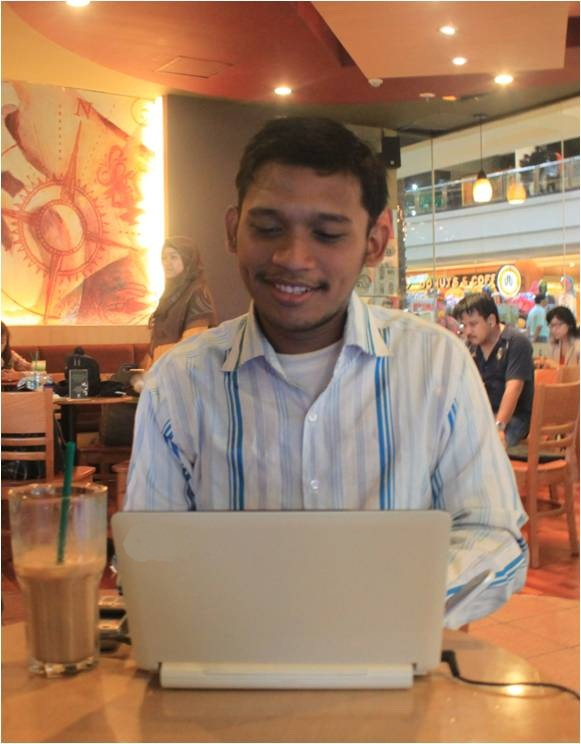
Le télétravail est l'un des modes émergents de travail.

Le télétravail est l'exercice d'une activité professionnelle effectuée en tout ou partie à distance du lieu où le résultat du travail est attendu. Il s'oppose au travail sur site, à savoir le travail effectué dans les locaux de son employeur. Le télétravail peut s'effectuer depuis le domicile, un télécentre, un espace de cotravail, un bureau satellite de l'entreprise ou de manière nomade (lieux de travail différents selon l'activité à réaliser), dans le cadre d'un travail salarié, dans le cadre du travail indépendant. Son développement a été permis par les technologies de l'information (Internet, téléphonie mobile, fax, etc.), les TIC (technologies de l'information et de la communication) notamment l'ADSL puis le très « haut-débit » permis par la fibre optique. Le « télétravail nomade » a été encouragé par la mondialisation économique puis par le contexte de la pandémie de Covid-19, qui semble l'avoir durablement installé dans le monde du travail (en 2023, 19% des salariés français l'ont pratiqué au moins un jour par semaine, contre seulement 4,2% en 2019).
Concernant les salariés, le ministère de l'Économie français définit le télétravail comme « une forme d'organisation du travail dans laquelle un travail qui aurait également pu être exécuté dans les locaux de l'employeur est effectué par un salarié hors de ces locaux de façon volontaire ».

## Histoire
Promu dès les années 1970 (via le téléphone et surtout le fax) dans les pays développés, dont la France « par les pouvoirs publics français qui y voyaient un mode d'aménagement du territoire », c'est en 1972 que le terme « telework » apparaît pour la première fois dans un article du Washington Post. À la même époque, Jack Nilles, considéré comme le père du télétravail lance ses premiers travaux sur ce qu’il baptisa, en 1975, le « telecommuting ».
Alors que se développaient la mondialisation économique et le flux tendu, ainsi que l'ordinateur personnel, il est ensuite devenu pour les entreprises un des outils de délocalisation ou d'externalisation du travail, pour réduire les coûts et pour augmenter la « mobilité du travail » comme nouvelle pratique de management et coordination. La Commission européenne promeut le télétravail au travers de livres blanc et vert (le rapport Bangemann), faisant du télétravail un moyen de soutenir le développement de la société de l'information voulue par les édiles de Bruxelles.
Dans les années 2000, il devient un véritable projet organisationnel s'inscrivant dans une stratégie d'entreprise, mais sa pratique manque de régulations (politique, légale, sociale, organisationnelles). Concentré dans certains secteurs d'activités (informatique, conseil) jusque dans les années 2005, ses avantages et inconvénients restaient discutés.
Malgré une réglementation plus adaptée (accord-cadre européen du 16 juillet 2002, conventions collectives de travail et autres lois ou recommandations dans les États membres de l'Union européenne), une partie du télétravail est pratiquée de manière informelle. En 2015, 17 % de la population active européenne pratiquait le télétravail à domicile et mobile, selon une étude de l'Eurofound.
Des dispositions législatives favorables à la pratique du télétravail, notamment à domicile, existent dans de nombreux pays, toutefois le télétravail (à domicile ou en télécentre) demeure une pratique minoritaire.
Dans les années 2020, plusieurs pays d'Europe comme l’Estonie ou la Croatie tentent d’attirer des profils très qualifiés en télétravail, pour compenser en partie l’effondrement du tourisme. C'est aussi le cas en dehors de l'Europe de plus en plus de pays et régions dépendants du tourisme. Hawaï dans le Pacifique, ou Montserrat et Aruba dans la mer des Caraïbes, l’île Maurice dans l'Océan indien, le Costa Rica en Amérique centrale. En juillet 2020, c'est l'archipel des Bermudes qui a lancé « Work from Bermuda », un certificat de résidence permettant de "s’installer jusqu’à un an sur son sol", à condition de prouver que son détenteur "travaille à distance pour une entreprise étrangère". Certains états accueillent tous les télétravailleurs, sans distinction, tandis que d’autres ciblent les plus aisés. Nombre d'entre eux accordent une autorisation de séjour de longue conditionnée à un revenu minimum, un « permis de résidence pour nomades numériques ». À la Barbade, dans les Caraïbes, il faut gagner plus de 50 000 dollars (42 000 euros) par an et à Dubaï plus de 5 000 dollars (4 200 euros) par mois. En Estonie c'est plus de 3 500 euros mensuels et en Croatie plus de 16 907,5 kunas par mois, soit 2 230 euros. Ce « phénomène des nomades digitaux », a été analysé par David Cook, anthropologiste au University College de Londres, spécialiste du sujet. Au Portugal, l’archipel de Madère a fondé un « village » à Ponta do Sol pour les accueillir.
Toujours au début des années 2020, dans plusieurs pays occidentaux, durant la pandémie de Covid-19, en 2020 et 2021, il est fait un recours massif et forcé au télétravail pour les activités s'y prêtant, pour maintenir cette activité sans mettre en péril la santé des personnes sur le lieu de travail et dans les transports. Ce mode de travail s'inscrit ensuite dans la durée, au moins partiellement dans l'agenda des personnes concernées, même si la proportion de jours télétravaillés se tasse.
Il continue à se développer, avec par exemple en France 19% des salariés français l'ayant pratiqué au moins un jour par semaine en 2023, contre seulement 4,2% en 2019

## Typologie
Dans le langage courant le télétravail est souvent réduit au télétravail à domicile. Mais de nombreuses typologies, rendent compte de la diversité de cette forme de travail, comme l'indique un forum créé par la SNCF.
Il peut s'exercer à domicile, le lieu de résidence du télétravailleur, ou hors domicile dans un lieu tiers de confiance professionnel (télécentres, espace de cotravail,...)[réf. nécessaire] (qui en France se sont fortement développés dans les années 2010/2020, mais en étant moins utilisés qu'attendu, selon Brigitte Baccaïni car souvent situés là où le résidentiel est important et désormais bien connecté à l'internet). Un lieu non professionnel (hôtel, café, chambre meublée, studio...), ou éventuellement de façon nomade : bus, tram, métro, RER, train, avion, bateau... sont aussi parfois utilisés.
Certains travailleurs peuvent télétravailler, par la nature de leur emploi, sans délais d'adaptation importants : les prestataires indépendants de services sont des indépendants (freelances qui utilisent le télétravail entrepreneurial) ou de petites entreprises proposant leurs services, généralement depuis le domicile du travailleur, éventuellement de façon mobile ou alternée, voire en télécentre ; les salariés d'entreprises ou d'associations sont des employés, le plus souvent des cadres d'entreprises ou de collectivités (en 2019, selon l'INSEE, « les télétravailleurs réguliers sont des salariés qualifiés : 61 % d’entre eux sont cadres alors que cette pratique est rare chez les employés et marginale chez les ouvriers ») dont l’organisation leur permet de travailler à distance, éventuellement en télécentre tout ou partie de leur temps de travail, ce qui leur permet ou demande un autre mode d'organisation du temps, non sans risque de « suractivité »,,, ; les « nomades » ce sont des télétravailleurs salariés ou indépendants, qui pendant leurs déplacements continuent à collaborer avec leur entreprise en accédant ponctuellement à son système d'information à distance. Dans tous ces cas, le télétravail peut être continu ou partiel.
C'est également le cas des télétravailleurs en réseau, situés sur un site d'entreprise ou associatif, dans un télécentre ou temporairement chez le client, qui opèrent éventuellement dans une « équipe virtuelle » ou sous le contrôle d'un manager à distance ; et des entrepreneurs-salariés, via les coopératives d'activités et d'emploi qui permettent via des outils de gestion en ligne (ERP, groupware…) d'entreprendre tout ou partie à distance dans un cadre sécurisé avec un accompagnement individuel[réf. nécessaire].

### Modes de télétravail

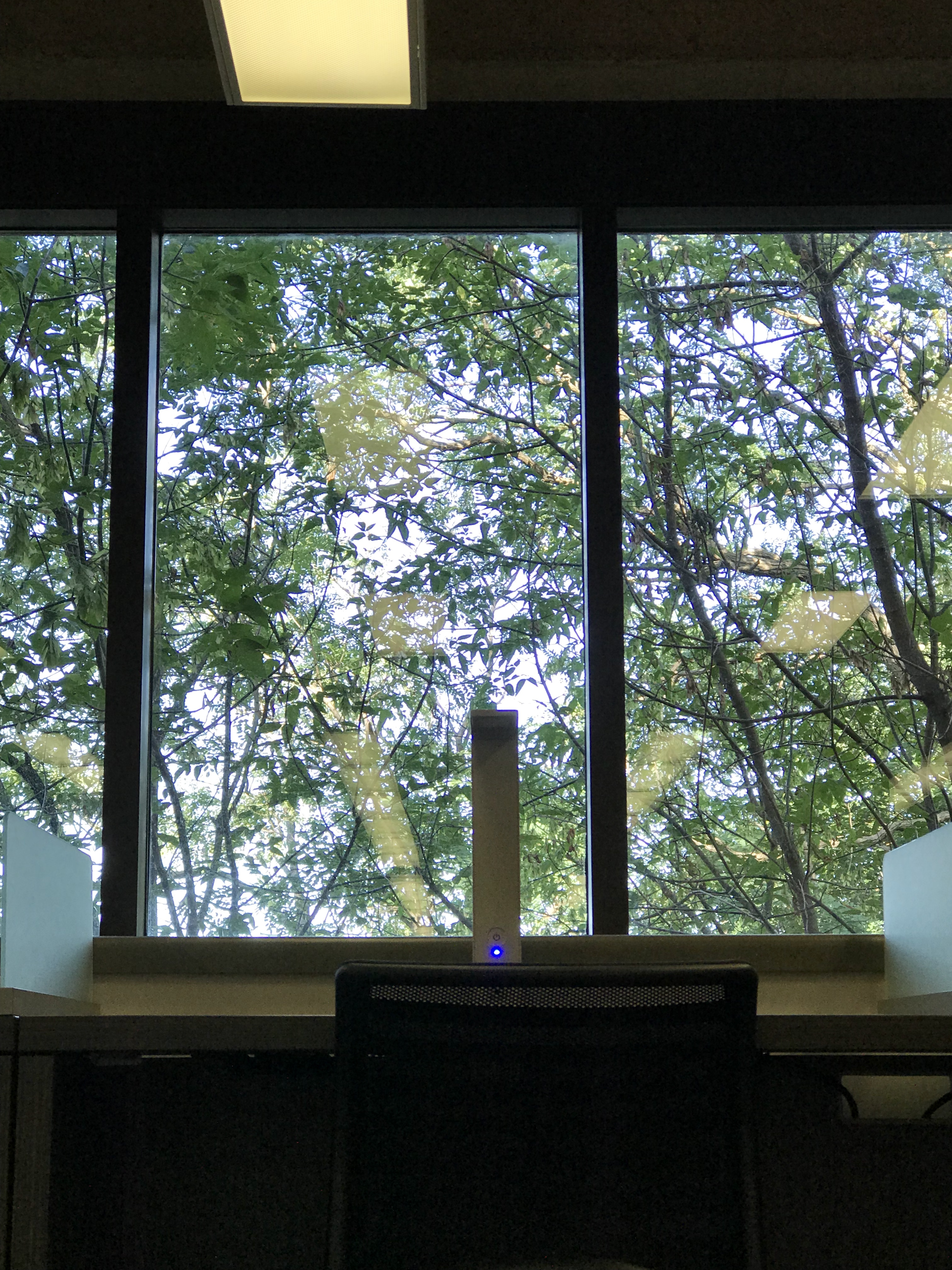
Un espace de télétravail.

Trois modes de télétravail se distinguent à partir des différentes formes de présence :
- le travail à domicile, est effectué dans la résidence du travailleur[22]. Par l’ordinateur et Internet, le travailleur est capable de réaliser ses travaux et de communiquer avec des collègues chez lui sans la présence au bureau. En raison du développement des technologies de l’information, les formes de travail à domicile sont plus diversifiées[23] ;
- le travail alterné ou pendulaire[22] est réalisé en alternance entre le bureau et la résidence du travailleur. Le travailleur n’a ainsi pas d’espace fixe de travail. L’entreprise prédéfinit un horaire ou un quota de présence dans l’entreprise et, sauf le temps inclus dans cet horaire, le travailleur peut exécuter le travail dans un lieu extérieur à l’entreprise comme la maison ou l’espace de travail collaboratif[22] ;
- le travail dans les télécentres et les centres de proximité[22] réunir les travailleurs qui ont une grande distance à effectuer pour aller à l’entreprise, comme les travailleurs mobiles hors du bureau[23].

## Modèles hybrides en 2025
Selon une étude de Deloitte, 72 % des grandes entreprises ont opté pour un modèle hybride combinant télétravail 3 jours/semaine et présence physique.

## Outils
Le télétravail est possible grâce aux technologies de l'information et de la communication (TIC). Celles-ci permettent au télétravailleur de rester informé des activités de l'entreprise et de participer en temps réel aux projets en cours de la même façon que s'il travaillait au sein de l'entreprise
Le télétravail nécessite de disposer d'équipements et de logiciels pour le mettre en œuvre : matériel informatique ou bureautique, connexions à Internet à haut débit (fixes : ADSL, fibre optique, ou mobiles : 4G, 5G) sécurisées par un accès à un réseau privé virtuel d'entreprise (VPN) protégeant données, fichiers et échanges. Les travailleurs nomades peuvent recourir aux points d’accès Wifi publics à l'internet, sécurisés par leur VPN d'entreprise ; outils de communication interactifs (téléphone, audioconférence, visioconférence, messagerie instantanée); outils de communication asynchrones (SMS, e-mail); plateformes collaboratives ou réseau social d'entreprise.

## Enjeux
Les bénéfices économiques, sociaux et environnementaux du télétravail demeurent très discutés par les chercheurs. En particulier quand il est subi et non souhaité, comme ce fut le cas de nombreux salariés lors de la pandémie de Covid-19. Les interactions entre la vie familiale et le travail semblent parfois compromettre l'efficacité attendue par les employeurs.

### Économiques
Pour l'employeur, le télétravail permettrait de réduire l'absentéisme et les retards (notamment en cas de bouchons ou grèves), mais aussi d'intégrer plus largement les salariés handicapés et des salariés ayant des contraintes familiales importantes. Il augmenterait aussi la flexibilité des ressources humaines. Dans le contexte de la pandémie de COVID-19, l’instauration massive et brutale d'un télétravail de crise a été rendue nécessaire « pour permettre la continuité d’activité des entreprises et garantir la protection des salariés ». Des études rétrospectives ont porté sur l'effet de ce « télétravail de crise » sur la santé des salariés, et pour « proposer des préconisations aux partenaires sociaux pour un télétravail durable »
Son impact sur l'efficacité des salariés a fait l'objet de plusieurs études, articles et prises de positions, aux résultats contradictoires. En 2023, des employés d'Amazon ont manifesté le 31 mai à Seattle pour protester, entre autres, contre l'obligation récente de revenir trois jours par semaine au bureau et au même moment Elon Musk, patron de Tesla et propriétaire de Twitter, a interdit le télétravail, au nom de la productivité et de la "morale", tandis que Gayle Smith, PDG de l'ONG One, basée à Washington, n'a pas constaté de baisse d'efficacité mais regretté la dynamique "positive" du travail en présentiel. Les confinements ont dopé l'activité des sociétés vendant des logiciels permettant aux employeurs de visualiser l'activité de leurs salariés, comme s'ils étaient présents dans un open space, via l'enregistrement des frappes du clavier ou des captures d'écran envoyées au supérieur toutes les cinq minutes. L'américaine Hubstaff, revendique sur son site internet près de 600 000 clients actifs dans le monde. En France, l'employeur a l'obligation d'informer les employés au moment de leur installation, selon la Commission nationale informatique et libertés (Cnil). Le recours au télétravail devrait quintupler entre 2022 et 2025 au Royaume-Uni, selon le cabinet Deloitte, citée par le quotidien The Daily Telegraph. L'expérience massive et forcée du télétravail lors des confinements induits par la crise sanitaire « a dans l'ensemble réussi ». Des secteurs ont réussi à maintenir « un fort niveau d'efficacité en fonctionnant à domicile », selon Ian Stewart, économiste de Deloitte.
Le Forum mondial de l'OCDE sur la productivité a tenté une synthèse de ces études et conduit une enquête lancée en 2020 auprès de dirigeants d'entreprises et d'employés de 25 pays, concluant "qu'une forte adoption du télétravail et une productivité élevée ne sont manifestement pas incompatibles". Selon cette étude, dans les entreprises les plus innovantes en matière de pratique managériale, le travail est plus répandu et la productivité est la meilleure.
En région parisienne, le taux de bureaux vacants a presque doublé en seulement trois ans, passant de 2,6 millions de m2 fin 2019 à 4,4 millions de m2 à la mi-2022 selon l'Institut Paris Région (IPR), l'agence d'urbanisme de la Région Ile-de-France, créant un "contexte particulièrement favorable" à leur reconversion en logements. Selon l'étude, l'obsolescence d'une partie des bâtiments y a aussi contribué. Les bureaux représentent ainsi plus de la moitié des logements reconvertis de 2013 à 2021 en Ile-de-France, loin devant les locaux commerciaux, bâtiments de stockage, bâtiments publics et parkings aériens.
Une autre étude à champ large, menée par Kastle, qui gère les badges d'entrée de 40 000 entreprises américaines, a montré des bureaux américains étaient, en moyenne, à moitié vides en 2023 par rapport à février 2020, mais avec fortes disparités : ceux de la Silicon Valley, en Californie, n'ont plus qu'un tiers de leurs occupants, contre la moitié à New York ou Washington, et deux tiers à Houston et Austin, au Texas. Selon une autre synthèse de l'OIT, le télétravail contribue à maintenir l'emploi et crée un nouveau cadre pour l'autonomie des salariés, mais nécessite des règlementations simples de "droit à la déconnexion" hors des horaires .
Le télétravail pourrait jouer un rôle dans la gestion des déménagements et des transferts d'activité (limitation des licenciements liés au déménagement d'un établissement dans une autre zone géographique), une réduction des frais généraux et des dépenses (surface de locaux, équipements et infrastructures de bureau, énergie nécessaire pour chauffer, climatiser et éclairer ces locaux), voire une modernisation des processus de management.
Le télétravail permettrait de diminuer certaines dépenses de transports, (carburant, frais de parking, assurance, etc.) pour les entreprises. Selon une étude réalisée début 2014 auprès de 1 000 entreprises de moins de 50 salariés, 88 % des PME françaises dépenseraient jusqu'à 50 000 € par an en déplacements professionnels, ; 43 % des entreprises de la construction estiment que leurs déplacements représentent « une part très importante » par rapport au temps de travail global, ce pourquoi 60 % se disent intéressées par le télétravail.
Le travailleur perd moins de temps et d'argent en transport, avec moins de fatigue et stress lié aux encombrements, au profit parfois d'un pouvoir d'achat renforcé, d'horaires de temps de travail plus souples, d'une autonomie et de responsabilités accrues, ou de moindres nuisances sonores, notamment là où l'open space se généralise (en 2011, 60 % des entreprises françaises l'avaient adopté).
Selon Pascal Rassat, il permettrait une meilleure conciliation vie personnelle / vie professionnelle. À ce titre, le télétravail peut faire partie des critères de choix d'un emploi pour certains collaborateurs. Selon l'employeur, il pourrait permettre une prise en charge éventuelle de certains frais (abonnement internet…), voire une indemnité forfaitaire.
Pour les territoires, le télétravail peut signifier le développement de l'économie résidentielle et être perçu comme un outil pour attirer de nouveaux actifs. Pour les territoires ruraux, il serait un moyen de développer de nouvelles activités liées aux technologies de l'information et de la communication (TIC) ; pour les territoires urbains, un outil pour contribuer à la limitation des déplacements d'une partie de la population. Le Commissariat général à l'Égalité des territoires (CGET) indique qu'il peut avoir un impact positif sur développement local. Mais, comme le notent France Stratégie et l'IGEDD en 2024 : « loin de détendre le marché immobilier des métropoles », son essor n'empêche pas une pression accrue sur certains marchés de la location et de l'accession à la propriété ; « il pourrait même expliquer la perte d'attractivité de certains territoires périurbains ayant misé sur l'immobilier tertiaire ».

### Environnementaux
L'écobilan du télétravail a fait l'objet de calculs partiels dans certains pays. L'association négaWatt, appelait, avant la crise du Covid 19, au développement du télétravail, pour des raisons de sobriété, pour jouer sur le bilan carbone. Un télétravailleur consomme en moyenne bien moins de carburant en transports : une personne résidant à 25 km de son travail passant deux jours par semaine en télétravail, économise 512 litres d’essence par an, soit deux tonnes équivalent CO2 en moins dans l'atmosphère d'où la diminution globale des émissions de gaz à effet de serre (GES) dans de nombreux centres urbains,.
Une étude conjointe de l'Agence de l'environnement et de la maîtrise de l'énergie et de l'Institut français pour la performance du bâtiment (IFPEB), a tenté de comparer un « effet rebond » de consommation chez les télétravailleurs aux gains d'énergie quand les bureaux sont fermés, par une expérimentation lancée en novembre 2022 et pendant deux mois sur dix sites publics impliquant 100 agents volontaires, en Île-de-France, Centre-Val-de-Loire et Provence-Alpes-Côte-d'Azur.
La baisse moyenne des consommations de chauffage fin 2022 est de 38 % mais le résumé de l'étude estime que les économies d'énergie constatées dans les bureaux sont « imputables à la sobriété et non au télétravail ». Le potentiel global d'économie est cependant de 20 à 30 % dans le cas précis où les sites sont fermés une journée entière avec ces jours là une économie d'énergie moyenne de « 25 à 40 % » par rapport aux journées ouvertes,.
Un premier rapport de l'Ademe datant de 2020 avait déjà estimé que la balance environnementale du télétravail reste largement positive avait estimé que ces bénéfices environnementaux risquaient d'être réduits de près d'un tiers par ces effets rebonds négatifs.
Le pic pétrolier étant déjà franchi, selon Jean-Marc Jancovici, la pandémie de Covid-19 devrait être l'occasion de se préparer au télétravail à plus grande échelle.
Le télétravail, en facilitant l'éloignement du lieu de travail, pourrait limiter l'exode rural, et/ou éventuellement favoriser l'étalement urbain avec alors un risque accru d'artificialisation des sols, qui doit être en France limité par le zéro artificialisation nette. Ses effets sur le besoin d'une deuxième voiture ou d'éventuels effets rebonds sont encore à préciser. Magali Talandier, professeure en aménagement du territoire à l’université de Grenoble, estime cependant que, 44 % des usagers du transport en commun seraient des télétravailleurs potentiels, ce qui peut se traduire aussi par une réduction des navettes quotidiennes au profit de déplacements plus rares, réalisés en voiture, en partie réalisés en vue d'accompagner les enfants à l'école et ainsi favoriser l'étalement urbain et l'allongement de la distance domicile-travail. Selon le Telework America Survey 2000, lorsqu'il se rend au bureau (de 1 à 4 fois par semaine), le télétravailleur parcourt en moyenne 31 km, contre 21 km pour un « navetteur » ordinaire, tandis que de nouveaux déplacements pour les loisirs remplaceraient ceux, évités, pour le travail, mais le périmètre géographique et social de la population étudiée comporte des biais. Par ailleurs, l'usage intensif de la vidéoconférence pourrait être source d'émissions de gaz à effet de serre (voir aussi énergie grise informatique). Une visioconférence aurait une empreinte carbone moyenne d'un gramme par minute et par participant : ainsi, pour une réunion virtuelle de 10 personnes durant une heure et demie, ce serait près d'un kilo d'équivalent CO2 qui est émis, soit l’équivalent d’un trajet de 8 km en voiture.
Selon le bureau d'études français B&L évolution, pour respecter l'accord de Paris sur le climat, « toute personne [qui habite] à plus de 10 km de son lieu de travail et ayant un emploi télétravaillable doit télétravailler deux jours par semaine à partir de 2025 ». Et l'employé doit parfois accepter de renoncer à son « hyper-spécialisation ».

### Sociaux
Le découplage entre activité professionnelle et locaux d'entreprise, ainsi que le risque d'une perte des limites entre vies professionnelle, personnelle et familiale, posent de nouvelles questions, y compris pour la vulnérabilité des travailleurs face au stress au travail quand la pression de l'employeur ou du système augmente, ainsi que pour la notion d'accident du travail. Plus généralement c'est la qualité de vie au travail qui est questionnée.
Les risques psychosociaux augmentent avec la pratique du télétravail : manque de contact et isolement provoqués par le travail à domicile, besoin de rapports de convivialité avec les collègues, perte du collectif de travail, risque de consignes personnelles irréalisables de l'employeur.
Selon les chercheurs Sylvie Crepeau et Dominique Carré, « Entre délocalisation et mobilité (...) en dissociant, tout en recombinant la dimension spatiale et temporelle du travail, en développant des mécanismes de délocalisation et d'organisation réflexive des relations sociales, tout en favorisant l'étirement entre implications locales (circonstances de coprésence) et interactions à distance (rapports entre présence et absence), le télétravail semble participer, au sens où l'entend Giddens, à la radicalisation de la modernité, notamment à travers deux figures : l'omniprésence et l'ubiquité ».
Les avis diffèrent sur le télétravail : les uns y voient un avantage de conciliation emploi-famille, d'autres indiquent qu’il comporte des risques d'un plus grand conflit entre famille et emploi : « la grande majorité des télétravailleurs considèrent que ce type de travail leur permet d’avoir plus de temps avec la famille le matin et le soir, d’être plus disponibles pour répondre aux besoins de leurs enfants, pour les préparer pour la garderie ou l’école le matin et les accueillir au retour (quitte à reprendre le travail après). Plusieurs indiquent pouvoir intercaler des tâches ménagères ou de petites réparations ou courses dans leur journée de travail et se libérer ainsi plus de temps pour la fin de semaine. » En revanche, « le télétravail peut engendrer un conflit travail-famille en raison de la présence de matériel de travail dans la maison et du fait que les membres de la famille peuvent interrompre le travail. (...) Ce sont surtout les femmes qui vivent de telles difficultés de séparation entre le travail et la famille lorsqu’elles travaillent à domicile. » Ainsi en France, selon une étude de l'Institut national d'études démographiques parue en juin 2020, la période de confinement a accentué les inégalités hommes-femmes au travail les femmes disposant moins souvent d’une pièce à elles pour travailler et étant plus souvent confinées avec des enfants mineurs.
Des technologies pour « flexibiliser » et/ou externaliser le travail : cette perspective qui suscite la méfiance, voire le refus des syndicats français au développement du télétravail depuis le début des années quatre-vingt (Craipeau S., Marot J.C, 1984). Ces derniers pointes du doigts de nombreuses dérives possible. Il s'agit notamment d'une plus grande « intensité temporelle » du travail ( Metzger J.L. et Cleach O., 2004). Le cas du travail mobile fait peser le risque d'une diminution considérablement des temps morts que sont les temps de transport et d’attentes diverses qui composent toute journée de travail (Carré, Craipeau 1997). Le télétravail va conjointement avec le risque d'un accroissement de la mobilisation des salariés : dans les transports, pendant les congés, le soir, les week-ends, chez les clients, etc. Il s’agit ici d’un télétravail qui n’est jamais identifié comme tel, mais qui correspond à une tendance forte de transformations des conditions spatiales et temporelles du travail, allant de pair avec une forte autonomie, c’est-à-dire une substitution des modes de contrôle disciplinaires par un autocontrôle permanent du salarié.
Une autre source d'inéquité et de disparités dans les conditions de travail est que les cadres ont beaucoup plus accès au télétravail que les ouvriers et d'autres métiers postés (en France, l’enquête emploi 2023 de l’Insee2 a montré que le taux de télétravailleurs parmi les salariés a atteint 50 % chez les cadres, contre presque aucune augmentation chez les ouvriers (respectivement 8 % des employés et 18 % pour les professions intermédiaires) ; la part des télétravailleurs varie aussi aussi avec l'âge (7 % chez les salariés de moins de 25 ans, 22 % entre 25 et 49 ans, 17 % chez les 50 ans et plus) et selon le genre (20 % sont des femmes et 18 % des hommes) en 2023<ref=Note2024nov/>. Après la pandémie de Codvid, le nombre de télétravailleurs a diminué dans presque toutes les catégories de métiers, mais en 2023, plus de 18 % des salariés souhaiteraient télétravailler davantage<ref=Note2024nov>France Stratégie et IGEDD (2024) Les impacts territoriaux du télétravail : angle mort des politiques publiques ? La note d'analyse ; nov. 2024 - N°146 |url=https://www.strategie.gouv.fr/sites/strategie.gouv.fr/files/atoms/files/fs-2024-na146-teletravail-14_novembre.pdf</ref>.
Le travailleur peut se sentir isolé et moins facilement bénéficier de la dynamique de groupe d'une équipe, de l'aide des syndicats, etc. Ses droits peuvent être plus difficiles à faire respecter,. L'apparition des webcams, des outils de visioconférence et de nouveaux outils de travail collaboratif peut pour partie limiter ces inconvénients, mais peut aussi ouvrir des dérives, avec : l'éloignement du donneur d'ordre ou de l'employeur (autre continent ou fuseau horaire) ; le risque que le travail professionnel empiète fortement sur la vie privée et familiale (horaires, durée de travail, etc.) ; l'affaiblissement des collectifs de travail et de la vie sociale.
Il peut renforcer les possibilités de pression sur le salarié, car il permet des modalités de surveillance accrues et contribue à brouiller les limites entre-temps professionnel et temps hors-travail. Divers acteurs rappellent périodiquement les risques ou limites du télétravail en termes de suractivité (surtout chez les cadres) ou de désinsertion sociale s'il excluait le travailleur des réseaux humains et sociaux.
En France, depuis la loi Travail de 2016, les salariés français ont acquis un droit à la déconnexion. Celui-ci leur permet de ne pas répondre aux sollicitations professionnelles, comme des e-mails, téléphones et d'être déconnectés du réseau informatique de leurs entreprises, hors de leur temps de travail. Cette loi permet de regagner du temps libre dégagé des contraintes du travail qui s'étaient renforcées avec la possibilité d'être joignable et mobilisable à tout moment. Cependant, cette obligation légale semble peu respectée dans les faits, en 2020.
Selon l'Organisation internationale du travail, il faut atténuer les pressions qu’engendre « une démarcation de plus en plus floue entre temps de travail et temps consacré à la vie privée ».

## Impact sur la santé mentale
Le télétravail, bien qu’il soit perçu comme une évolution positive du monde du travail, a des effets à la fois bénéfiques et négatifs sur la santé mentale des travailleurs. Les recherches menées sur ce sujet, surtout après la crise sanitaire de COVID-19, ont révélé que ce mode de travail peut avoir des conséquences variées sur le bien-être des employés, selon les conditions et le contexte dans lesquels il s’exerce.

### Avantages pour le bien-être psychologique
Le télétravail peut, dans certains cas, être un facteur d’amélioration du bien-être psychologique des travailleurs. L’un des principaux avantages est l’élimination du temps de transport. La suppression de ces trajets quotidiennement stressants permet aux employés de consacrer plus de temps à leur vie personnelle, réduisant ainsi la fatigue et les tensions. Cela peut également réduire les coûts liés aux déplacements (transport, essence, frais de parking), contribuant ainsi à une meilleure qualité de vie.
En outre, le télétravail permet une plus grande flexibilité des horaires, offrant ainsi aux travailleurs la possibilité d’organiser leur journée en fonction de leurs besoins personnels. Cette autonomie peut accroître la satisfaction professionnelle, améliorer l’équilibre entre vie personnelle et professionnelle, et réduire le stress lié à la gestion du temps. Des études ont montré que cette flexibilité augmente la motivation et la performance dans certains secteurs, surtout pour les travailleurs ayant des responsabilités de gestion ou des tâches créatives.

### Risques et effets négatifs
Cependant, ces avantages ne sont pas systématiques et peuvent être contrebalancés par plusieurs effets négatifs, principalement sur le plan social et psychologique.
1. Isolement social et perte de lien social

L’un des impacts les plus fréquemment rapportés par les télétravailleurs est l’isolement social. Le télétravail réduit les interactions informelles qui se produisent normalement dans un environnement de bureau, comme les discussions spontanées avec les collègues ou les pauses. Ces échanges, bien que souvent perçus comme non essentiels, sont cruciaux pour maintenir un sentiment d’appartenance à l’équipe et de cohésion sociale. Leur absence peut provoquer un sentiment de solitude et de déconnexion vis-à-vis de l’entreprise.
Des recherches menées par l’Eurofound en 2020 ont révélé que 40 % des télétravailleurs européens se sentaient plus isolés depuis la mise en place du télétravail obligatoire en raison de la pandémie, ce qui a conduit à des sentiments d’abandon professionnel et d’anxiété.
2. Surcharge de travail et difficultés à déconnecter
Un autre effet négatif majeur est la difficulté à déconnecter du travail, ce qui entraîne une surcharge mentale et, à terme, un épuisement professionnel (burn-out). L’un des problèmes associés au télétravail est que les travailleurs peuvent avoir du mal à établir une frontière claire entre leur vie personnelle et leur travail. L’absence de séparation physique entre ces deux mondes conduit souvent à un allongement des journées de travail et à une augmentation du volume des tâches à accomplir, notamment lorsqu’il est difficile de refuser des demandes urgentes en dehors des horaires classiques.
L’étude menée par l’Organisation mondiale de la santé (OMS) en 2021 a révélé que 35 % des télétravailleurs se sentaient plus stressés et avaient des horaires de travail plus flexibles, mais trop extensibles, ce qui les exposait à un risque accru de burn-out.
3. Manque de soutien managérial et pression accrue
Le télétravail peut également exacerber la pression managériale, surtout si l’encadrement est insuffisant ou mal adapté. Dans un environnement de télétravail, il est parfois difficile pour les managers de suivre la charge de travail de chaque collaborateur, ce qui peut conduire à une surcharge de tâches, ou au contraire, à un manque de feedback et de soutien. Le sentiment d’être “invisible” ou non reconnu pour son travail peut provoquer une démotivation et des frustrations.
Selon une enquête de la Dares (Direction de l'animation de la recherche, des études et des statistiques) menée en 2020, près de 60 % des travailleurs en télétravail se sentaient moins soutenus par leurs managers pendant la pandémie, ce qui a accentué leur stress et leur anxiété.

### Facteurs de variation de l'impact
L’impact du télétravail sur la santé mentale dépend de plusieurs facteurs individuels et organisationnels. Par exemple, les personnes vivant seules ou dans des espaces de vie restreints peuvent se sentir plus affectées par l’isolement que celles ayant des conditions de travail plus propices. De plus, le type de tâches réalisées joue également un rôle. Les travailleurs dont les tâches nécessitent des interactions sociales ou une créativité collective (par exemple, les métiers de la communication ou du marketing) peuvent ressentir plus fortement les effets négatifs de l’isolement.
En revanche, ceux ayant des postes plus techniques ou analytiques, qui nécessitent moins de collaboration quotidienne, peuvent être plus à l’aise avec le télétravail, ce qui diminue l'impact négatif sur leur bien-être psychologique.

### Mesures d'accompagnement pour la santé mentale
Face à ces risques, de nombreuses entreprises ont commencé à mettre en place des mesures d’accompagnement pour préserver la santé mentale de leurs employés. Ces mesures incluent :
- Des formations à la gestion du temps et à l’organisation du travail à distance.
- La mise en place de routines de communication régulières (réunions d’équipe, points hebdomadaires).
- L’accès à des services de soutien psychologique, via des plateformes en ligne ou des consultations externes.
- La création d’espaces dédiés au travail à domicile, afin de préserver une séparation entre la vie personnelle et professionnelle.

Certaines entreprises, comme Microsoft Japon, ont mis en place des initiatives novatrices pour réduire le stress lié au télétravail, comme des périodes dédiées à des activités sociales en ligne, des ateliers sur la gestion du stress, et des "journées de déconnexion" pour inciter à prendre des pauses régulières
.

## Évolution par pays

### Europe
En Europe, selon les données d'Eurostat concernant l'Union européenne, 5,1 % de la population active pratiquait « régulièrement » le télétravail en 2019. La France (7 %) devance l’Allemagne (5,2 %) et l’Italie (3,6 %), mais est distancée par les Pays-Bas (14,1 %), la Finlande (14,1 %), le Luxembourg (11,6 %) et l’Autriche (9,9 %). Le positionnement de chaque pays change quand on s'intéresse à la pratique « occasionnelle » du télétravail qui s'est développée dans les années 2010.
En 2020, au cours de la pandémie de Covid-19, le télétravail a été développé à chaque fois que cela était possible dans toute l'Europe.

#### France
Dans les années 1990, le télétravail et les téléservices émergent parallèlement aux autoroutes de l'information comme mode alternatif de travail, entre les problématiques de délocalisation et de mobilité, mais concernant surtout certains services et professions ou certains salariés (handicapés). En 1993, un rapport sur ce thème est rendu au ministre de l'Intérieur et de l'Aménagement du territoire et au ministre des Entreprises et du Développement économique. Il est parfois présenté comme un moyen de valoriser des territoires isolés mais informatiquement désenclavés ou pouvant l'être,.
En 1998, un Guide d’information sur le télétravail est publié par la DGAFP, et l'Association française du télétravail et des téléactivités (AFTT) est créée.
En 2004, la DARES évaluait à 2 % la part des salariés français pratiquant le télétravail à domicile, et à 5 % le télétravail nomade en France. Un « réseau national de télécentres » a été constitué (30 novembre 2004 à Alençon), sous l'égide de la DATAR, à la suite d'une décision du CIADT de septembre 2004 avec un appel à projets visant à créer 1 000 postes de télétravail dans 100 télécentres, surtout en zone rurale (35 projets lors de la première vague de réponses). Les sociétés de services informatiques (télégestion...), souvent dotées des compétences ad hoc, l'utilisent, mais encore marginalement et avec des effets sur les relations humaines et sociales au sein de l'entreprise,.
En juillet 2005, actualisé en 2015, un « Accord national interprofessionnel relatif au télétravail » ( AI) est signé,.
En 2012, le Ministère de l'Économie, des Finances et du Commerce extérieur évalue à 12,4 % la part des salariés de grandes entreprises françaises télétravaillant plus de huit heures par mois. 17 % des salariés pratiquaient le travail à domicile (contre 20 % en Europe du Nord). 40 % des groupes du CAC40 disposaient d'un Accord de télétravail.
En 2014, le télétravail en France reste associé au temps partiel ou pratiqué un à deux jours par semaine le reste du temps étant passé en entreprise. Il est le plus souvent pratiqué à domicile.
En 2016, la DGAFP a publié un guide sur le télétravail, sur sa définition, sa préparation, mise en œuvre dans la fonction publique et son évaluation, qui encourage le télétravail, tout en alertant sur le fait que des télétravailleurs isolés sont plus vulnérables à certains stress (liés aux objectifs par exemple) et risques psychosociaux, qui peuvent être notamment limités par la constitution de réseaux de pairs et un bon accompagnement de la part de l'employeur veillant à éviter la « mise à l’écart » des télétravailleurs.
En 2017, les salariés obtiennent un droit à la déconnexion figurant dans la loi Travail. Il leur permet de ne pas répondre aux sollicitations professionnelles : droit de ne pas être connecté aux outils numériques professionnels (téléphone portable, courriels, etc.) hors des périodes de travail (temps de transport travail-domicile, congés, temps de repos, week-end, soirée, etc.). La France est le premier pays avoir intégré ce droit dans le droit du travail.
En 2018, selon le gouvernement, 61 % des salariés français aspirent à plus de télétravail. En croissance de 700 000 en 2019, ils sont 5,2 millions salariés concernés par le télétravail, suivant une étude menée par un groupe d'assurances, qui dresse le portrait de ces travailleurs.
En 2019, selon l'INSEE, « Les télétravailleurs réguliers sont essentiellement des salariés qualifiés : 61 % d’entre eux sont cadres alors que ces derniers ne représentent que 17 % des salariés. Ainsi, 11,1 % des cadres et 3,2 % des professions intermédiaires déclarent pratiquer le télétravail au moins un jour par semaine, alors que cette pratique est rare chez les employés et marginale chez les ouvriers ».
Un projet de télétravail peut être défini avec l'ensemble des parties prenantes, direction, organisations représentatives et salariés concernés dont les fonctions le permettent. Le « double volontariat », réversible si l'un des deux acteurs le souhaite, est la règle en France (pour l'entreprise et le salarié).
Par les ordonnances pour le « renforcement du dialogue social », le gouvernement affirme vouloir simplifier le recours au télétravail pour les entreprises et leurs salariés. Il se met en place dans l'entreprise par un simple accord avec le salarié, par tout moyen (accord oral, e-mail, courrier…) ; un accord collectif ; une charte élaborée par l’employeur, après avis du comité social et économique, s’il existe.
En tant que salarié quasi indépendant, il peut s'établir dans le cadre d'un portage salarial et figure alors dans le contrat de travail ou dans un avenant à ce contrat.
Les travailleurs indépendants sont, par définition, libres de définir leurs propres règles de télétravail.
Le télétravail semble être une solution choisie par les parents avec un jeune enfant souhaitant concilier leur vie de famille et leur vie professionnelle. Les cadres appartenant à une famille monoparentale comptent ainsi 23,0 % de télétravailleurs réguliers, tandis que les cadres membres d’un couple élevant un enfant de moins de trois ans en comptent 14,2 %.
Selon une étude de la DARES établie sur la dernière semaine du mois de mars 2020, période des prises de décisions gouvernementales concernant la pandémie de Covid-19, un quart de la population active française est passée en télétravail. La proportion est plus élevée dans les secteurs de l’information et de la communication (63 %) ou de la finance et des assurances (55 %) que dans la restauration et l’hôtellerie (6 %), ou encore dans les transports (13 %).
Selon la DARES, au mois de mars 2020, cinq millions de travailleurs ont télétravaillé. Pendant le deuxième confinement débuté fin octobre, seuls 1,8 million de Français ont travaillé depuis chez eux. Pourtant, selon le ministère du Travail, près de 8 millions d'emplois sont compatibles avec le télétravail. Selon le baromètre annuel publié par Malakoff Humanis, en décembre 2020, seuls un tiers des salariés télétravaillaient, soit la même proportion qu'avant la crise sanitaire. 6 salariés sur 10 sont de retour à temps complet au sein de leur entreprise. Pour le gouvernement, « Le télétravail doit être la règle », c'est une des mesures prises afin d'éviter un troisième confinement. Le ministre du travail annonce la fin du 100 % du télétravail pour le 9 juin 2021, les employeurs devront néanmoins indiquer un nombre minimal de jours de télétravail par semaine.
Pour la protection des données, la CNIL recommande, d’équiper le matériel de ses salariés en pare-feu et anti-virus, d’utiliser les outils de visioconférence français et certifiés par l'Anssi autant que possible, chiffrer sa connexion wifi, utiliser le réseau privé virtuel fourni, définir des espaces de stockage professionnels et personnels bien distincts si le travailleur utilise son ordinateur personnel, pour que l’employeur n’accède qu’à des fichiers professionnels. Sur le plan de la surveillance des salariés, la CNIL rappelle que « L’employeur ne peut pas placer le salarié sous surveillance constante ».
La mise à jour de l'ANI de 2005 par le projet d’« accord interprofessionnel pour une mise en œuvre réussie du télétravail » a obtenu l’avis favorable de la CFDT, Force ouvrière, la CFE-CGC et FO, mais pas de la CGT. Dans le cadre de circonstances exceptionnelles comme pendant la pandémie, l’employeur est en droit d’imposer le télétravail,.
Les entreprises ne sont pas forcées de suivre les recommandations du gouvernement pour mettre en œuvre le télétravail dès que c'est possible pour contrecarrer l'extension de la pandémie.
L'Accord national interprofessionnel (ANI) « pour une mise en œuvre réussie du télétravail » a été adopté le 26 novembre 2020 et étendu par un arrêté de la Direction générale du travail du 13 avril 2021. Il s'impose à l'ensemble des entreprises.
En 2021, selon l'INSEE, 22 % des salariés ont été en télétravail régulièrement chaque semaine. Parmi ceux-ci, 50 % ont télétravaillé chaque jour.
En 2023, Selon l’Observatoire du télétravail, lancé par l’Union générale des ingénieurs, cadres et techniciens CGT(Ugict-CGT) et réunissant des chercheurs et des syndicalistes, le télétravail est toujours plébiscité par les salariés, malgré les risques sur leur santé, le temps gagné par les télétravailleurs peut aussi augmenter leur charge de travail. 92 % d’entre eux vivent bien ou très bien leur situation en télétravail, mais 35 % considèrent que le temps de travail est plus élevé à distance qu’en présentiel. Le profile type du travailleur de l'étude est un cadre ou ingénieur du secteur privé, dans les domaines de l’informatique, des télécommunications ou l’industrie 
.
En 2024, selon Eurofound, "nombre d’études et de sondages montrent que la plupart des personnes ne sont pas prêtes à renoncer au télétravail", et stiment que "le ratio coût-bénéfice est en faveur de ce nouveau fonctionnement", selon Émilie Vayre, professeure en psychologie du travail à l’université Lumière-Lyon II, mais concernant la productivité augmentée, le stress amoindri ou la meilleure conciliation entre vie professionnelle et vie personnelle, "aucun consensus n’existe en la matière", et "les recherches menées sur le sujet indiquent tout et son contraire", selon Marc-Eric Bobillier-Chaumon, professeur titulaire de la chaire de psychologie du travail au Cnam.

#### Belgique
La Convention collective de travail no 85 a été signée le 9 novembre 2005 et aménage les conditions de télétravail pour le télétravail régulier à domicile et en télécentre. Le principe général est l'équité de traitement entre les télétravailleurs et les non-télétravailleurs.
Le fisc belge a clarifié le traitement fiscal du télétravail dans sa circulaire n° Ci.RH.241/616.975 (AGFisc no 2/2014) du 16 janvier 2014. La mise à disposition par un employeur à un employé d'une connexion et d'un abonnement internet et d'un ordinateur est considérée comme un avantage fiscal de toute nature jusqu'à un montant de 40 EUR par mois.

#### Royaume-Uni
Les nouvelles pratiques de télétravail commencent à révéler quelques signes d’un impact social plus profond. La pandémie de Covid-19 a ainsi obligé des milliers de salariés au Royaume-Uni à recourir au télétravail. Cela a entraîné une hausse des questions concernant leur bien-être physique, leurs évolutions relatives à la motivation au travail et plus généralement leur ressenti. Selon une étude menée en avril 2020 au Royaume-Uni par Stephen Bevan et al. du Institute for Employment Studies qui sera poursuivie, sur le plan physique, il est noté une augmentation significative des troubles musculosquelettiques, une activité physique en baisse et une perte de sommeil. Sur le plan social, l'étude relève le manque d'interactions sociales, le déséquilibre entre vies professionnelle et privée, le sentiment d’isolement, des horaires de travail trop longs et irréguliers, etc. L'étude propose des directions à suivre pour les employeurs. Ils devraient s'assurer des bonnes conditions de travail à domicile, sûres et ergonomiques, que les employés ne délaissent pas l'activité physique, du soutien formel et informel de l'entreprise aux employés (rendez-vous virtuel pour le café du matin, contact régulier avec les managers et collègues, attention aux risques psychosociaux, implication des employés dans les décisions).

### Canada

#### Québec
En droit québécois, il n'existe aucune disposition sur le télétravail dans la Loi sur les normes du travail et le Code du travail en 2022. La LNT a été adoptée en 1979 et le Code du travail a été adopté en 1964, à l'époque où les moyens technologiques facilitant le télétravail comme les logiciels de visioconférence n'existaient pas encore. Certains partis politiques veulent toutefois que le gouvernement légifère sur le télétravail.

### États-Unis
En 2020, lors de la pandémie de Covid-19, Facebook annonce vouloir devenir « l'entreprise la plus en avance » sur le télétravail. Cette décision a été prise au vu de l'impossibilité d'un retour à des conditions de travail habituelles pour ses 45 000 employés au niveau mondial. 95 % du personnel s'est mis au télétravail durant cette période. 40 % des employés souhaitent opter pour le télétravail de façon permanente. Facebook pourrait aussi recruter de nouveaux télétravailleurs, sans lieu de travail lié à la firme. Les villes ciblées sont Denver (Colorado), Atlanta (Géorgie) et Dallas (Texas) où Facebook ne possède aucun bureau,. Twitter propose la même année le télétravail à la carte pour les volontaires. Le changement d'organisation du travail, permise par le télétravail, pourrait se prolonger au-delà de la période de pandémie. Les employés pourront opter pour le travail de manière définitive s'ils le souhaitent.
Selon Dingel et Neiman, 34 % des employés pourraient potentiellement télétravailler,.

### Japon
Le Japon observe une montée du recours au télétravail depuis le début de la pandémie de Covid-19. Au printemps 2020, le télétravail a ainsi concerné jusqu’à 25 % des salariés japonais contre 6 % avant la crise. Cependant, dans le même temps, leur productivité a baissé d’environ 20 % en moyenne.

### Pays émergents
Le développement mondial de l'internet et des logiciels libres favorise aussi l'apparition d'un télétravail dans les pays en développement, pressenti dès la fin des années 1980.

### Vidéo
- Fanny Zarifi, Elisa Bellanger, Olivier Escher, « Sommes-nous plus efficaces en télétravail ? » [vidéo], sur LeMonde.fr, 17 octobre 2020

### Humour
- Charline Vanhoenacker, « Le télétravail bientôt télédélocalisé », sur franceinter.fr, 29 septembre 2021 (consulté le 29 septembre 2021)